# Drymen
Drymen är en ort i Storbritannien.   Den ligger i kommunen Stirling och riksdelen Skottland, i den nordvästra delen av landet, 600 km nordväst om huvudstaden London. Drymen ligger 54 meter över havet och antalet invånare är 623.
Terrängen runt Drymen är kuperad österut, men västerut är den platt.Runt Drymen är det glesbefolkat, med 18 invånare per kvadratkilometer. Närmaste större samhälle är Alexandria, 11,5 km sydväst om Drymen. Trakten runt Drymen består i huvudsak av gräsmarker.